# Біогрупа ялини колючої (пам'ятка природи)
Біогру́па яли́ни колю́чої — ботанічна пам'ятка природи місцевого значення в Україні. Об'єкт природно-заповідного фонду Хмельницької області.
Розташована в межах Хмельницького району Хмельницької області, в смт Антоніни.
Площа 0,2 га. Статус присвоєно згідно з рішенням 9 сесії обласної ради від 11.07.2007 року № 23-9/2007. Перебуває у віданні: Антонінська селищна рада.
Статус присвоєно для збереження групи вікових дерев ялини колючої. Дерева зростають у східній частині парку-пам'ятки садово-паркового мистецтва загальнодержавного значення «Антонінський».

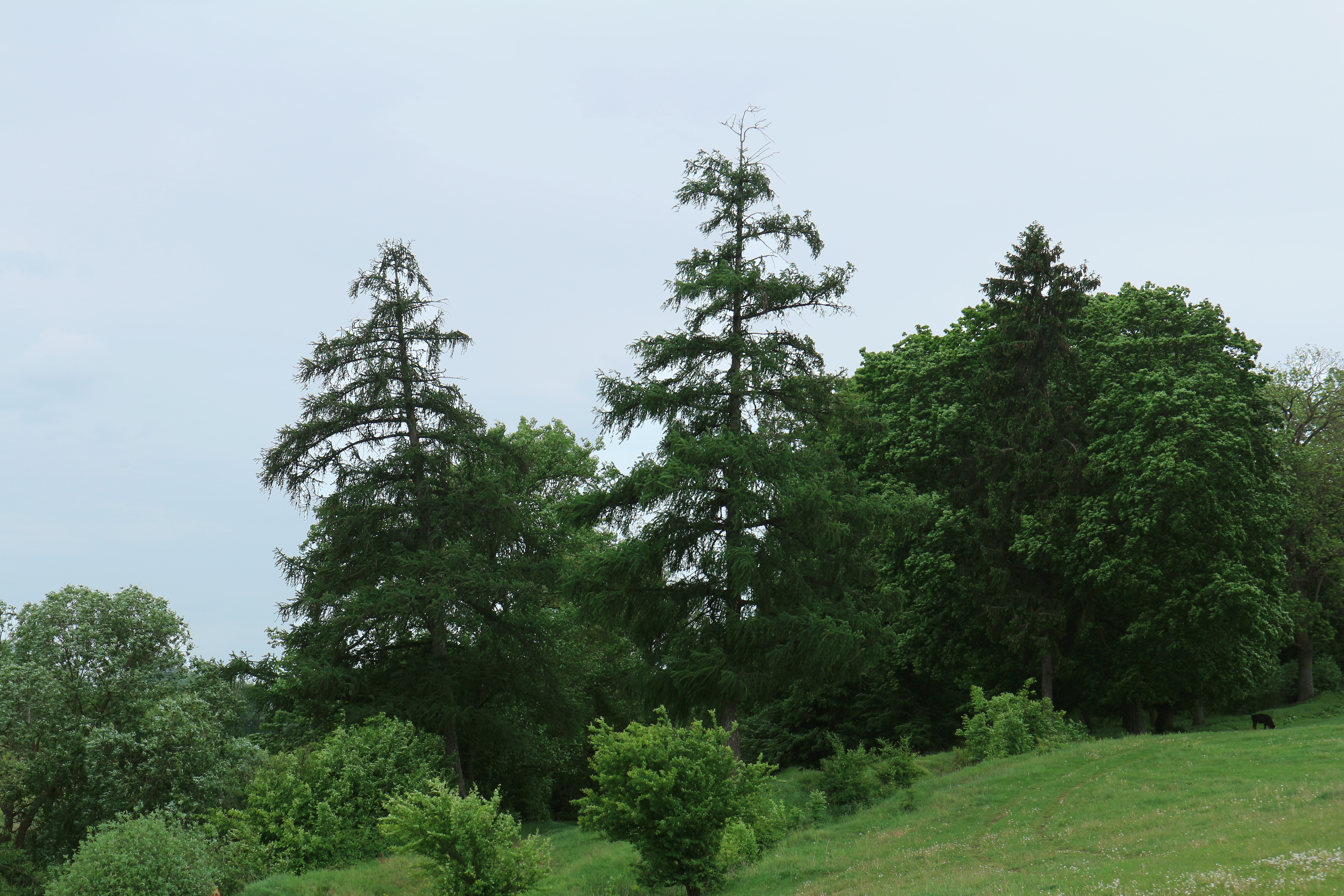